# IMac G5
L'iMac G5 est un ordinateur de la famille des tout-en-un iMac, lancé par Apple en septembre 2004. Dernier iMac supportant un processeur PowerPC, il sera remplacé par son successeur, l’iMac Intel, en janvier 2006 avant d’être retiré de la vente en mars 2006.

## Histoire
Il est lancé par Apple deux mois après l’arrêt de l’iMac G4 « tournesol ».
Ce produit est sorti dans une période où Apple montre des signes de santé financière excellente, notamment grâce aux ventes record de l’iPod. Apple a parié sur son produit pour concurrencer directement les Compatible PC, et notamment la gamme VAIO de Sony.

## Description
Ce produit est destiné essentiellement à un usage bureautique et familial.
Sous l’aspect d’un écran TFT plat, il dévoile à l’intérieur la puissance du processeur PowerPC d’IBM, le G5 (processeur nativement 64 bits).
L’iMac arbore un design sobre comme la plupart des produits d’Apple. L’idée est de faire oublier l’ordinateur : celui-ci est intégré dans l’écran plat.

## Les différentes versions

### La version originale (août 2004)

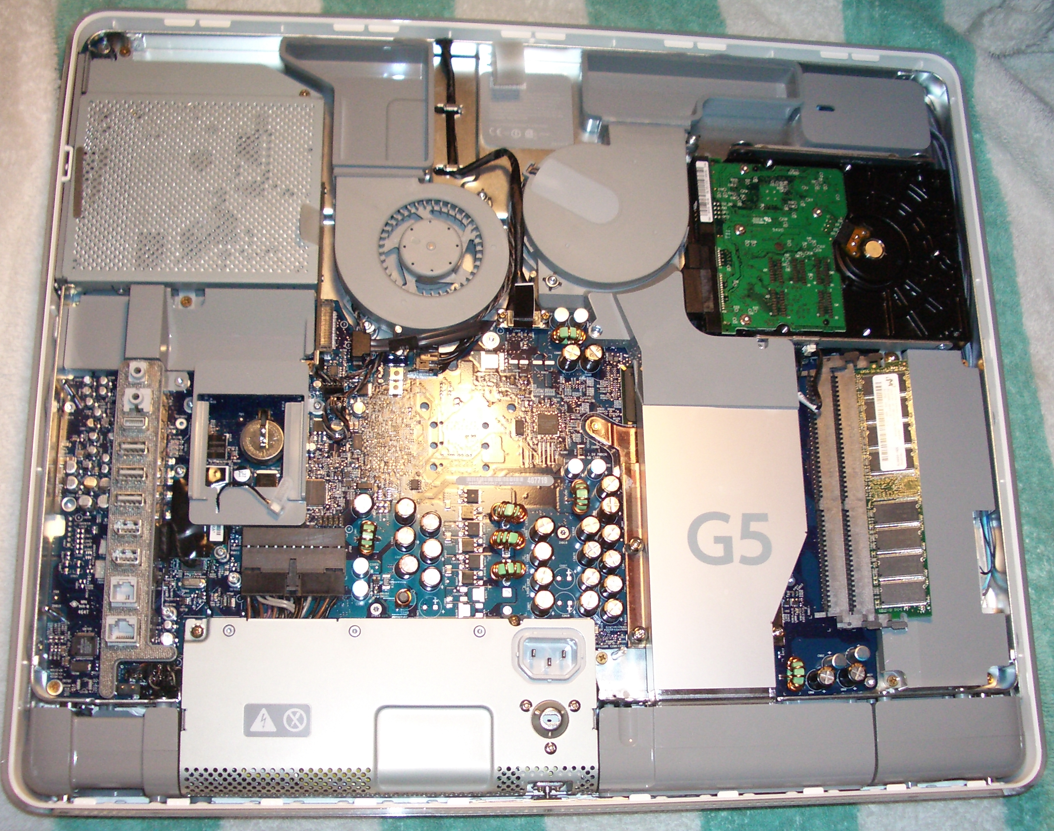
L’intérieur d’un iMac G5 20″ Rev.A

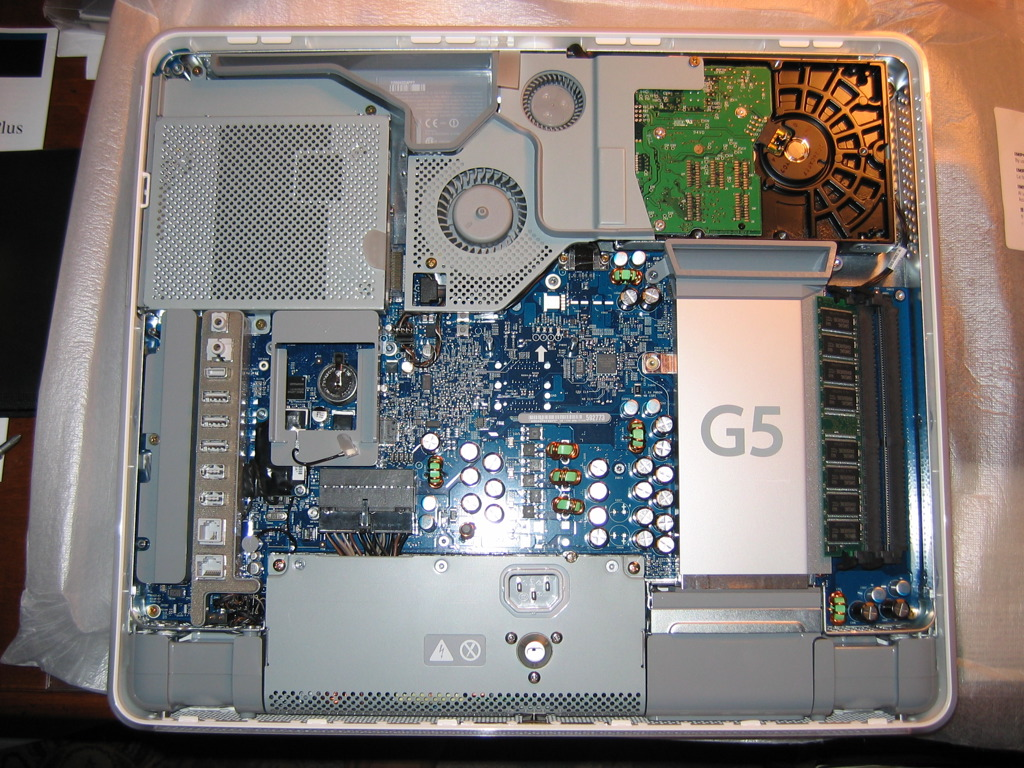
L’intérieur d’un iMac G5 17″ Rev.A

Cette première version donne lieu à une campagne publicitaire importante et rencontre un succès à la hauteur des espérances d’Apple. Elle se décline en trois modèles :

### La seconde version (ALS) (mai 2005)
Cette seconde version n’apporte que des améliorations au niveau des performances et des fonctions internes, comme l’ajout d’un capteur de luminosité, ainsi qu’une baisse significative des prix, et se décline toujours en 3 modèles :

### La troisième version (iSight) (octobre 2005)
Ce nouveau modèle est semblable en apparence aux premiers iMac G5. Sa principale nouveauté est la caméra (iSight) intégrée placée au-dessus de l’écran, ainsi que sa télécommande infrarouge permettant d’en faire un vrai centre média. Il possède un logiciel exclusif : PhotoBooth qui permet de prendre des photos rapidement et facilement à l’aide de la caméra. L’agencement intérieur a été optimisé pour le rendre plus silencieux et encore plus fin et léger, même si l’encombrement global avec le pied reste le même. Au niveau technique, les deux modèles 17″ et 20, arborent un écran de bien meilleure qualité et bénéficient des dernières technologies en intégrant de la mémoire DDR2 et une carte graphique PCI‑Express. La connectique a aussi changé par l’ajout de nouveaux connecteurs et un emplacement différent.
En contrepartie de cette plus grande compacité, l’iMac G5 n’a qu’un emplacement moins accessible d’extension mémoire. La mémoire vive de base est soudée.
Apple a supprimé le modèle d’entrée de gamme, donc deux modèles dans la gamme : un 17 et un 20 pouces. Donc, le prix d’accès à cette gamme est de 1 379 €, alors qu’avant 1 199 €.

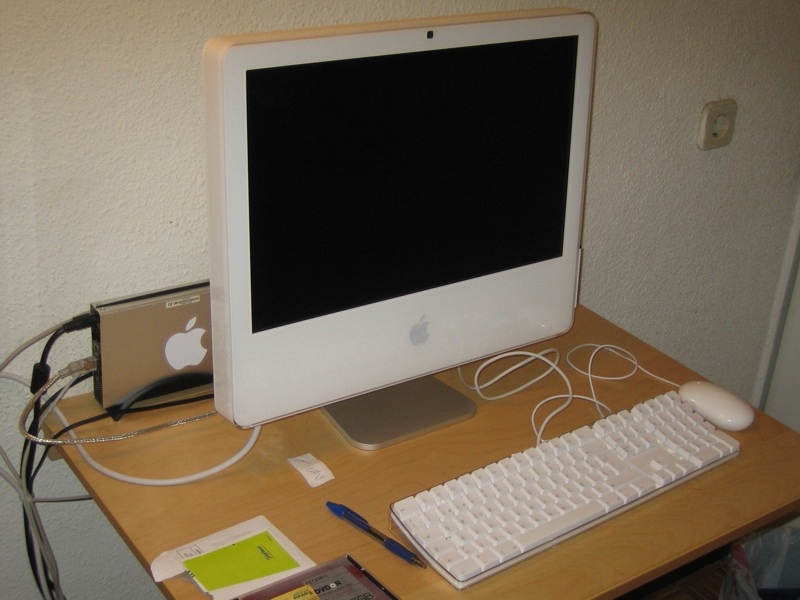
L’iMac G5 avec caméra (iSight)

| Modèle                                     | iMac G5 | iMac G5 | iMac G5 détecteur de lumière ambiante                                                      | iMac G5 détecteur de lumière ambiante                                                      | iMac G5 caméra                                                                             | iMac G5 caméra                                                                             |
| ------------------------------------------ | --- | --- | ------------------------------------------------------------------------------------------ | ------------------------------------------------------------------------------------------ | ------------------------------------------------------------------------------------------ | ------------------------------------------------------------------------------------------ |
| Date de sortie                             | Août 2004 | Août 2004 | Mai 2005                                                                                   | Mai 2005                                                                                   | Octobre 2005                                                                               | Octobre 2005                                                                               |
| Identifiant du modèle                      | PowerMac8,1 | PowerMac8,1 | PowerMac8,2                                                                                | PowerMac8,2                                                                                | PowerMac12,1                                                                               | PowerMac12,1                                                                               |
| Numéro de modèle                           | A1058 (EMC1989) | A1076 (EMC2008) | A1058 (EMC2055)                                                                            | A1076 (EMC2056)                                                                            | A1144 (EMC2081)                                                                            | A1145 (EMC2082)                                                                            |
| Nom de code                                | Hero | Hero | Q45C et Q45D                                                                               | Q45C et Q45D                                                                               | Q87                                                                                        | Q87                                                                                        |
| Boitier                                    | Polycarbonate blanc | Polycarbonate blanc | Polycarbonate blanc                                                                        | Polycarbonate blanc                                                                        | Polycarbonate blanc                                                                        | Polycarbonate blanc                                                                        |
| Écran                                      | 17″, 1440 × 900 | 20″, 1680 × 1050 | 17″, 1440 × 900                                                                            | 20″, 1680 × 1050                                                                           | 17″, 1440 × 900                                                                            | 20″, 1680 × 1050                                                                           |
| Écran                                      | Écran mat large 1,60 | |                                                                                            |                                                                                            |                                                                                            |                                                                                            |
| Processeur                                 | 1,6 ou 1,8 GHz | 1,8 GHz | 1,8 ou 2,0 GHz                                                                             | 2,0 GHz                                                                                    | 1,9 GHz                                                                                    | 2,1 GHz                                                                                    |
| Processeur                                 | PowerPC G5 970FX | |                                                                                            |                                                                                            |                                                                                            |                                                                                            |
| Mémoire cache du processeur                | 64 Ko (instruction), 32 Ko (données) L1, 512 Ko L2 (1:1) | 64 Ko (instruction), 32 Ko (données) L1, 512 Ko L2 (1:1) | 64 Ko (instruction), 32 Ko (données) L1, 512 Ko L2 (1:1)                                   | 64 Ko (instruction), 32 Ko (données) L1, 512 Ko L2 (1:1)                                   | 64 Ko (instruction), 32 Ko (données) L1, 512 Ko L2 (1:1)                                   | 64 Ko (instruction), 32 Ko (données) L1, 512 Ko L2 (1:1)                                   |
| Bus système                                | 533 ou 600 MHz (3:1) | 533 ou 600 MHz (3:1) | 600 ou 667 MHz (3:1)                                                                       | 600 ou 667 MHz (3:1)                                                                       | 633 MHz (3:1)                                                                              | 700 MHz (3:1)                                                                              |
| Mémoire vive                               | 256 Mo à 400 MHz PC-3200 DDR SDRAM Extensible à 2 Go | 256 Mo à 400 MHz PC-3200 DDR SDRAM Extensible à 2 Go | 256 Mo à 400 MHz PC-3200 DDR SDRAM Extensible à 2 Go                                       | 256 Mo à 400 MHz PC-3200 DDR SDRAM Extensible à 2 Go                                       | 512 Mo à 533 MHz PC2-4200 DDR2 SDRAM Extensible à 2,5 Go                                   | 512 Mo à 533 MHz PC2-4200 DDR2 SDRAM Extensible à 2,5 Go                                   |
| Carte graphique                            | Nvidia GeForce FX 5200 Ultra avec processeur graphique de 64 Mo en DDR SDRAM Nvidia GeForce 4 MX avec processeur graphique de 32 Mo en DDR SDRAM (seulement éducation) | Nvidia GeForce FX 5200 Ultra avec processeur graphique de 64 Mo en DDR SDRAM Nvidia GeForce 4 MX avec processeur graphique de 32 Mo en DDR SDRAM (seulement éducation) | ATI Radeon 9600 avec processeur graphique de 128 Mo en DDR SDRAM                           | ATI Radeon 9600 avec processeur graphique de 128 Mo en DDR SDRAM                           | ATI Radeon X600 Pro de 128 Mo en DDR SDRAM                                                 | ATI Radeon X600 XT de 128 Mo en DDR SDRAM                                                  |
| Carte graphique                            | AGP 8x | AGP 8x | AGP 8x                                                                                     | AGP 8x                                                                                     | PCI Express                                                                                | PCI Express                                                                                |
| Disque dur                                 | 80 Go | 160 Go | 160 Go                                                                                     | 250 Go                                                                                     | 160 Go Option 250 ou 500 Go                                                                | 250 Go Option 500 Go                                                                       |
| Disque dur                                 | Serial ATA 7 200 rpm Parallel ATA 5 400 rpm (seulement éducation) | |                                                                                            |                                                                                            |                                                                                            |                                                                                            |
| Lecteur de disque optique                  | 17″ (1,6 GHz et 1,8 GHz, sans caméra) : lecteur Combo Tous les autres modèles : SuperDrive                                                                             | 17″ (1,6 GHz et 1,8 GHz, sans caméra) : lecteur Combo Tous les autres modèles : SuperDrive                                                                             | 17″ (1,6 GHz et 1,8 GHz, sans caméra) : lecteur Combo Tous les autres modèles : SuperDrive | 17″ (1,6 GHz et 1,8 GHz, sans caméra) : lecteur Combo Tous les autres modèles : SuperDrive | 17″ (1,6 GHz et 1,8 GHz, sans caméra) : lecteur Combo Tous les autres modèles : SuperDrive | 17″ (1,6 GHz et 1,8 GHz, sans caméra) : lecteur Combo Tous les autres modèles : SuperDrive |
| Connectique                                | Option AirPort Extreme 802.11b/g 10/100 BASE-T Ethernet 56k V.92 modem Option Bluetooth 1.1                                                                            | Option AirPort Extreme 802.11b/g 10/100 BASE-T Ethernet 56k V.92 modem Option Bluetooth 1.1                                                                            | Airport Extreme et Bluetooth 2.0 + EDR intégré Gigabit Ethernet                            | Airport Extreme et Bluetooth 2.0 + EDR intégré Gigabit Ethernet                            | Option : modem tiers vendu séparément Récepteur infrarouge intégré (Apple Remote)          | Option : modem tiers vendu séparément Récepteur infrarouge intégré (Apple Remote)          |
| Caméra                                     | Non | Non | Non                                                                                        | Non                                                                                        | Intégré (640 × 480 0,31 Mpx)                                                               | Intégré (640 × 480 0,31 Mpx)                                                               |
| Sortie vidéo                               | Mini-VGA | Mini-VGA | Mini-VGA                                                                                   | Mini-VGA                                                                                   | Mini-VGA                                                                                   | Mini-VGA                                                                                   |
| Periphériques                              | 3x USB 2.0 2x FireWire 400 Entrée et sortie audio | 3x USB 2.0 2x FireWire 400 Entrée et sortie audio | Option : détecteur de lumière ambiante                                                     | Option : détecteur de lumière ambiante                                                     | Option : détecteur de lumière ambiante                                                     | Option : détecteur de lumière ambiante                                                     |
| Système d’exploitation d’origine           | Mac OS X 10.3.5 Panther | Mac OS X 10.3.5 Panther | Mac OS X 10.4 Tiger                                                                        | Mac OS X 10.4 Tiger                                                                        | Mac OS X 10.4.2 Tiger                                                                      | Mac OS X 10.4.2 Tiger                                                                      |
| Dernière version du système d’exploitation | Mac OS X 10.5.8 Leopard | Mac OS X 10.5.8 Leopard | Mac OS X 10.5.8 Leopard                                                                    | Mac OS X 10.5.8 Leopard                                                                    | Mac OS X 10.5.8 Leopard                                                                    | Mac OS X 10.5.8 Leopard                                                                    |
| Poids                                      | 8,4 kg (17″), 11,4 kg (20″) | 8,4 kg (17″), 11,4 kg (20″) | 8,4 kg (17″), 11,4 kg (20″)                                                                | 8,4 kg (17″), 11,4 kg (20″)                                                                | 7 kg (17″), 10 kg (20″)                                                                    | 7 kg (17″), 10 kg (20″)                                                                    |

### L’iMac Core Duo
Le 10 janvier 2006, un nouvel iMac avec un microprocesseur Intel Core Duo est lancé, annoncé comme étant deux fois plus puissant que l’iMac G5. Apple abandonne ainsi son ancien partenariat avec IBM. L’iMac G5 disparaîtra du catalogue deux mois plus tard, et Mac OS X 10.5 sera la dernière version de l’OS Apple fonctionnant sur les processeurs IBM ou Motorola, bloquant ainsi la mise à jour des G5 pour de nombreuses applications.

## Caractéristiques communes

### Deux premières versions

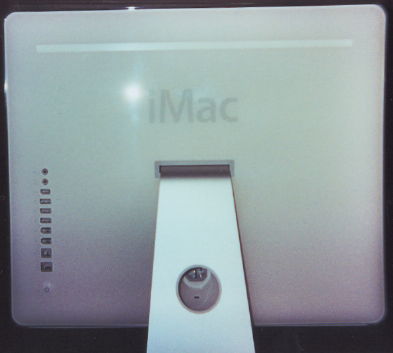
vue arrière de l’iMac G5 (première génération

- processeur : PowerPC 970 FX cadencé entre 1,6 et 2 GHz (avec adressage mémoire 64 bits natifs)
- bus système 128 bits cadencés au tiers de la vitesse du processeur
- mémoire morte : 1 Mo pour le démarrage, les autres instructions étant chargées en mémoire vive
- mémoire vive : 256 ou 512 Mo, extensible à 2 Go (ou maintenant 4 Go avec les nouvelles barrettes 2 Go)
- Mémoire cache de niveau 1 : instructions : 64 Ko, données : 32 Ko
- Mémoire cache de niveau 2 : 512 Ko, cadencée à la vitesse du processeur
- Disque dur Serial ATA à 7 200 tr/min
- Lecteur optique à la norme ATAPI
- Carte graphique AGP 8x
- Carte wifi AirPort Extrême sur certains modèles
- Bluetooth intégré à certains modèles
- Modem interne 56K à la norme V92
- Connectique:
  - 2 ports FireWire 400
  - 3 ports USB dont un USB 2
  - Port Ethernet 10/100 BASE-T ou 10/100/1000BASE-T (Gigabit)
  - Sortie vidéo VGA
  - Entrée/sortie audio stéréo 16 bits
- Haut-parleur stéréo intégrés
- Caractéristiques du modèle 17″ :
  - Angles de vision : horizontal : 120°, vertical : 90°
  - Contraste : 400:1
  - Luminosité : 200 cd/m2
  - Résolutions supportées : 1440 × 900 (résolution native), 1152 × 720, 1024 x 640, 800 × 500, 1024 × 768, 800 × 600 et 640 × 480.
  - Dimensions : 43,0 × 42,6 x 17,3 cm (incluant le socle)
  - Poids : 8,4 kg
- Caractéristiques du modèle 20″ :
  - Angles de vision : horizontal : 170°, vertical : 170°
  - Contraste : 400:1
  - Luminosité : 230 cd/m2
  - Résolutions supportées : 1680 × 1050 (résolution native), 1344 × 840, 1280 × 800, 1152 × 720, 1024 × 640, 840 × 524, 800 × 500, 1024 × 768, 800 × 600, 640 × 480.
  - Dimensions : 47,2 × 49,3 x 18,9 cm (incluant le socle)
  - Poids : 11,4 kg
- Systèmes d’exploitation supportés : à partir de Mac OS X 10.3.5

### Troisième version (avec iSight)
- Microprocesseur : PowerPC 970FX 64 bits cadencés entre 1,9 et 2,1 GHz (Mémoire L1: 64 ko, L2: 512 ko)
- bus système 128 bits cadencés au tiers de la vitesse du processeur
- mémoire morte : 1 Mo pour le démarrage, les autres instructions étant chargées en mémoire vive
- mémoire vive : 512 Mo, extensible à 2,5 Go (avec un slot d’extension SDRAM DDR2 PC2 à 533 MHz).
- Disque dur Serial ATA à 7 200 tr/min
- Graveur DVD double couche à la norme ATAPI
- Disparition du modem 56 kb/s à la norme V92.
- carte vidéo PCI-Express
- Connectique:
  - 2 ports FireWire 400
  - 3 ports USB dont un USB 2
  - Port Ethernet 10/100/1000BASE-T (Gigabit)
  - Sortie vidéo VGA
  - Entrée/sortie audio stéréo 16 bits
- Haut-parleur stéréo intégrés
- AirPort Extreme (Wi-Fi 802.11b et g)
- Bluetooth 2
- Caméra iSight intégrée
- Télécommande infrarouge 5 boutons
- Souris
- Clavier Apple blanc
- Caractéristiques du modèle 17″ :
  - Angles de vision : horizontal : 140°, vertical : 120°
  - Contraste : 500:1
  - Luminosité : 250 cd/m2
  - Résolutions supportées : 1440 × 900 (résolution native), 1152 × 720, 1024 × 640, 1024 × 768, 800 × 600, 640 × 480.
  - Dimensions : 43,0 × 42,6 x 17,3 cm (incluant le socle)
  - Poids : 7 kg
- Caractéristiques du modèle 20″ :
  - Angles de vision : horizontal : 170°, vertical : 170°
  - Contraste : 800:1
  - Luminosité : 250 cd/m2
  - Résolutions supportées : 1680 × 1050 (résolution native), 1344 × 840, 1280 × 800, 1024 × 768, 1024 × 640, 840 × 524, 800 × 600, 640 × 480.
  - Dimensions : 47,2 × 49,3 x 18,9 cm (incluant le socle)
  - Poids : 10 kg
- Systèmes d’exploitation supportés : Mac OS X 10.4 ; Mac OS X 10.5